# Ernst Hesse (Bildhauer)
Ernst Hesse (* 23. März 1949 in Hilden) ist ein deutscher Bildhauer.

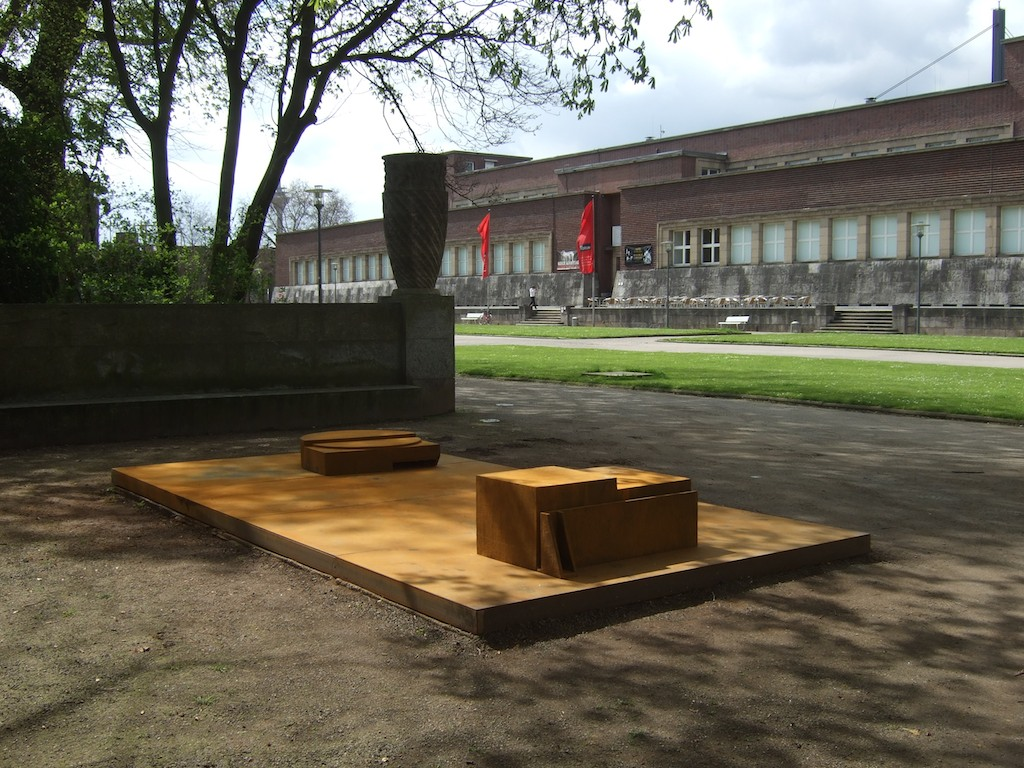
Ernst Hesse, „… es gibt nichts mehr, wohin es sich zurückziehen lässt“, Corten, Düsseldorf 1988, 45 × 250 × 500 cm

## Leben
Ernst Hesse studierte von 1976 bis 1981 an der Kunstakademie Düsseldorf bei Erich Reusch, 1981 Abschluss als Meisterschüler.
1980 erhielt er ein Reisestipendium der Ernst-Poensgen-Stiftung. Er bereiste für zwei Monate die USA und Kanada.
1992 erhielt er ein Stipendium der Stiftung Skulpturenpark am Seestern. Ernst Hesse lebt und arbeitet in Düsseldorf.

## Werk

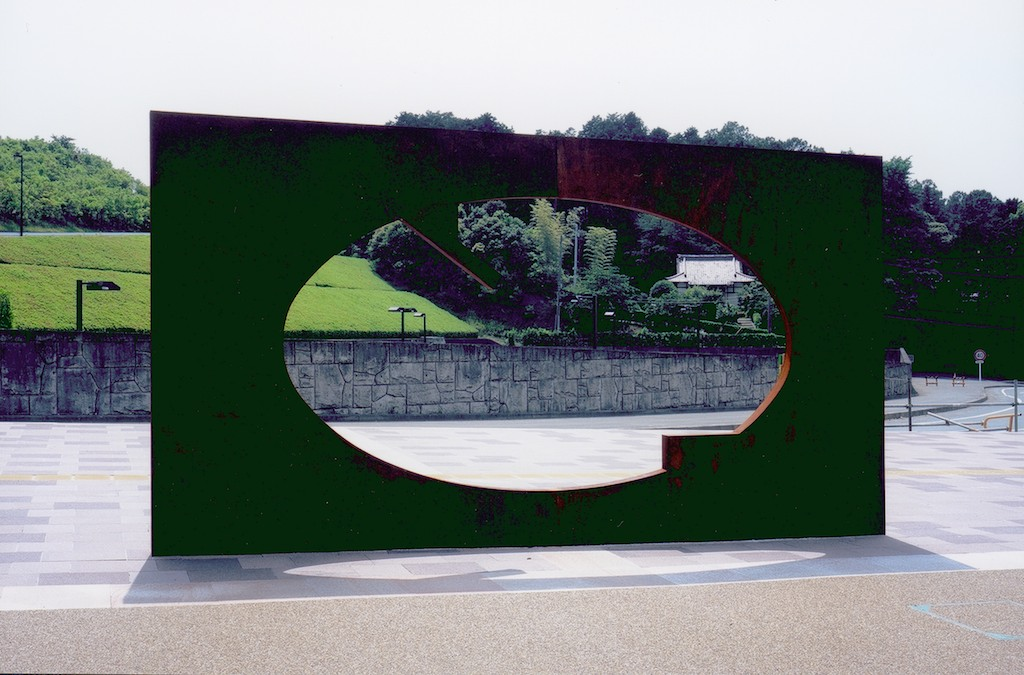
Globaler Rahmen für die Freundschaft, Corten, Fukuroi, Japan, 2000, 300 × 50 × 12 cm (Anlässlich der Fußball-Weltmeisterschaft in Japan/Südkorea)

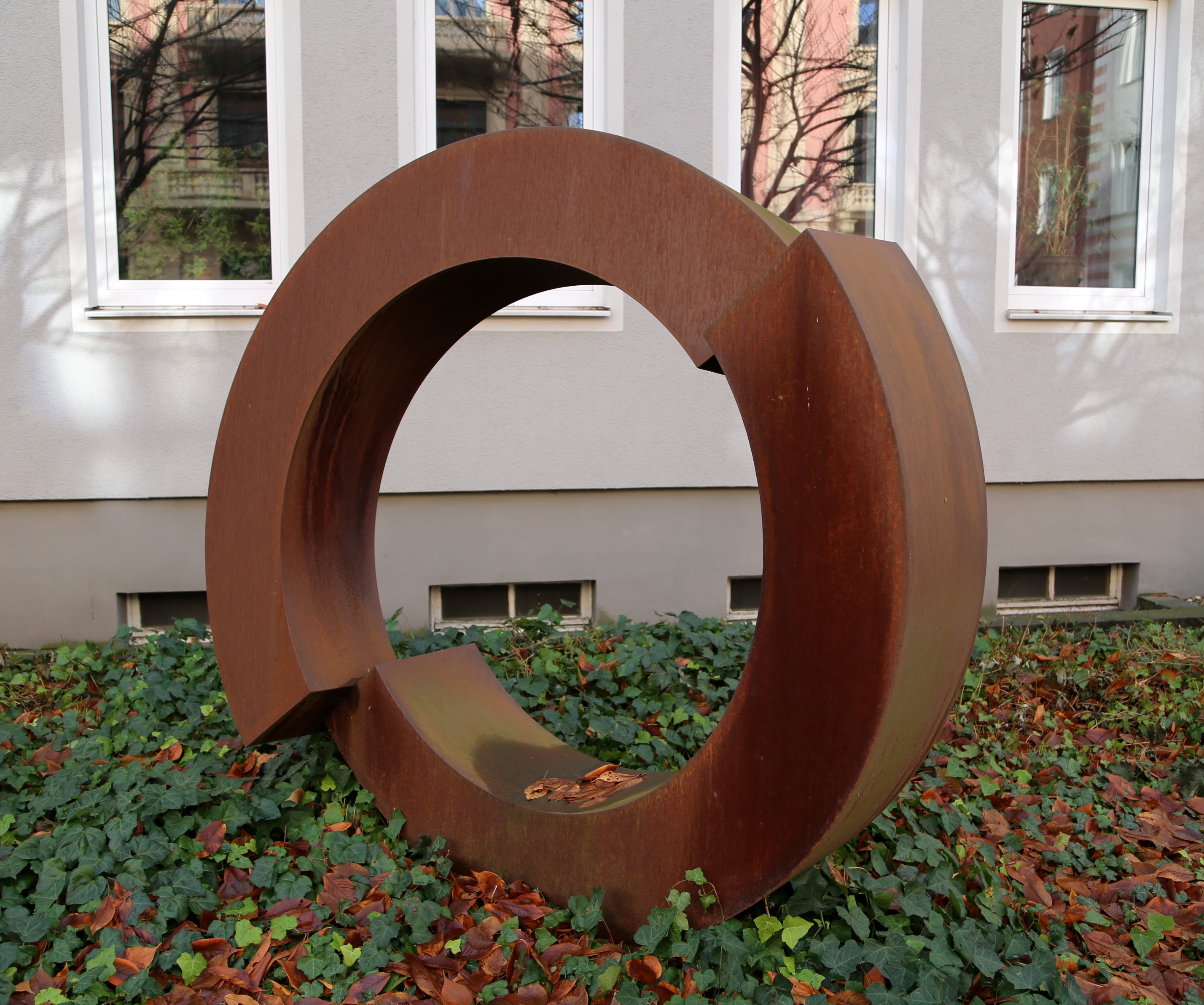
o.T. (Bewegung), 2001, München

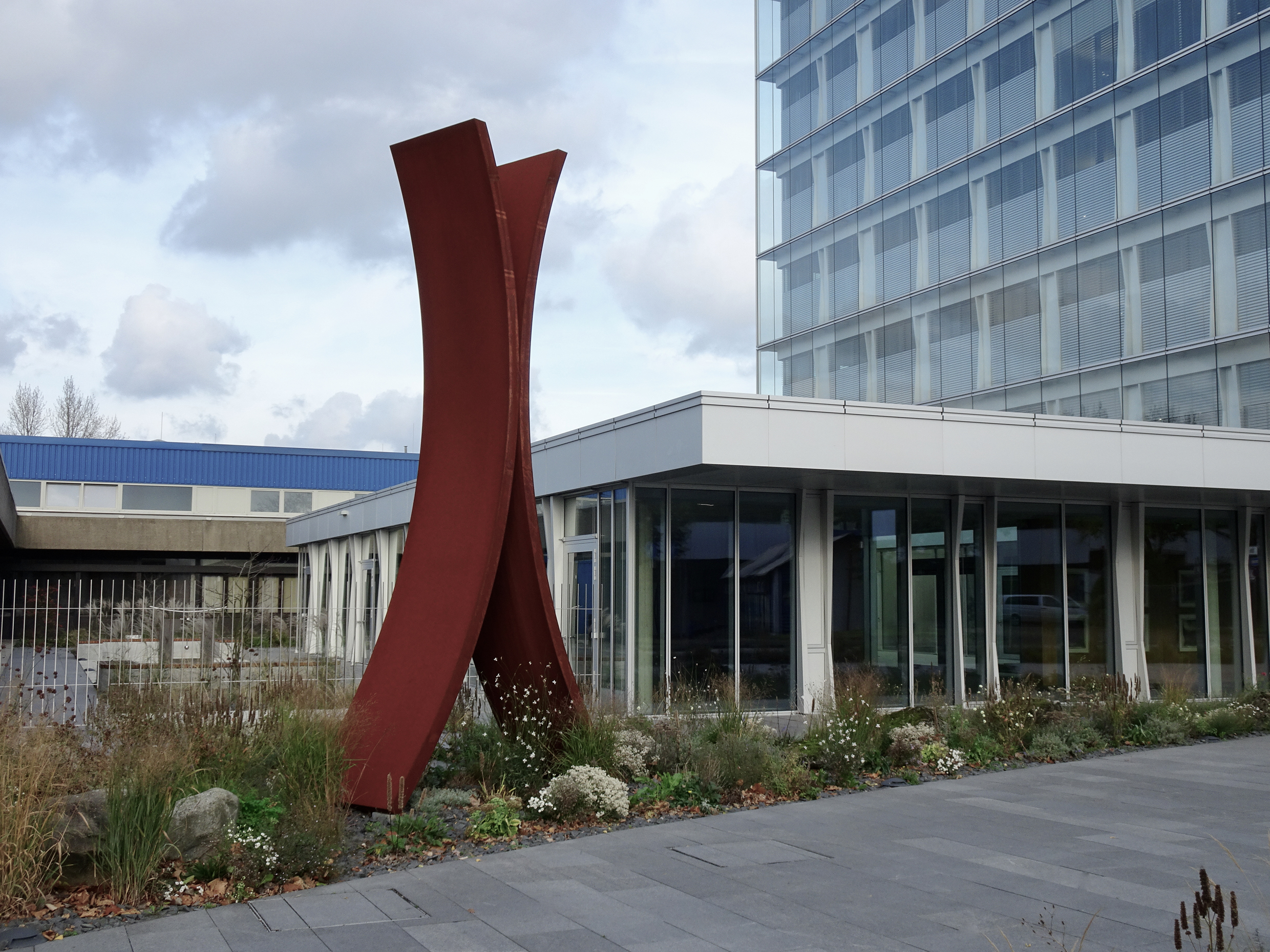
Ernst Hesse, ohne Titel (Jin, Mensch), Cor-ten, Duisburg, 2016

Ernst Hesse ist Bildhauer, Objektkünstler und Zeichner. Er arbeitet mit den Medien Fotografie, Video und Sprache. Seine plastischen Arbeiten in Eisen und Bronze sind an elementaren Formen orientiert. Ein wesentlicher Aspekt seiner Arbeit ist die Auseinandersetzung und Kommunikation mit anderen Kulturkreisen. Als Künstler bewegt er sich zwischen den Kulturen und dokumentiert diese Bewegung im Raum, das Thema und der Ansatz seines Werkes in vielen einzelnen Katalog- und Arbeitstiteln wie Dialoge, Correspondencias, fossile Fragmente, globaler Rahmen für die Freundschaft, Räume öffnen, Open Spaces, Floats, Carte du Tendre oder Fragments of Identity.
Seit 1989 erhielt er zahlreiche projektbezogene Lehraufträge in Indien, Malaysia und Indonesien, Ghana, Japan, Syrien und der Türkei.
Bereits 1996 initiierte er die Austausch-Ausstellung „Dialoge – Die verlorene Idee von der Ordnung der Dinge“, die er gemeinsam mit der Istanbuler Galeristin und Kuratorin Beral Madra kuratierte. Zur Ausstellung im Atatürk-Kulturzentrum (Istanbul) und im Kunstpalast (Düsseldorf) wurden fünfzehn in Nordrhein-Westfalen lebende und zehn in Istanbul lebende Künstler eingeladen.
Im Jahr 2000 folgte „Dialog und Multi Media Projektion“ Max Müller Bhavan, Chennai (Madras), eine Kooperation mit der Bharatanatyam-Tänzerin Shrividia Natarajan und dem Künstler Natesh Muthuswamy.
Zusammen mit dem Fotografen Omanza Eugene Shaw und ghanaischen Künstlern organisierte und moderierte er 2001 „Fragments of Identity“, Train Station, Agbogbloshie Scrap Metal Market, Osu Children’s Home.
In San Francisco lernte Hesse 2002 den Choreographen Joachim Schlömer kennen und interessierte sich für neue Formen des Tanztheaters.
Von 2004 bis 2015 wirkte er als Moderator, Projektleiter in mehreren Düsseldorfer Schulen.
Für das Theater Freiburg-Heidelberg erstellte er von 2006 bis 2008 mit „pvc-tanz“ Freiburg, Heidelberg, Foto- und Multi-Media-Dokumentationen.
2012 folgte er einer Einladung des Goethe-Instituts zur Moderation und Projektarbeit „Brot und Klima(wandel)“, einem Symposium und Art-in-Public-Projekt, zusammen mit der Goethe-Guerilla, Goethe-Institut, Sarajevo, Bosnien-Herzegowina.

## Werke in Sammlungen
- Krohne Duisburg (Skulpturen)
- Stiftung Museum Kunstpalast, Düsseldorf (Skulptur im Ehrenhof)
- Museum Ludwig, Köln (Zeichnung)
- Museum Kurhaus Kleve, Kleve (Fotoarbeiten)
- Aengevelt Immobilien GmbH, im Skulptuen-Garten am Kennedydamm, Düsseldorf-Golzheim (zwei Skulpturen)
- Allianz SE Versicherung, München (Skulptur)
- Heuking Kühn Lüer Wojtek, Düsseldorf (Zeichnung)
- IBM Deutschland, Düsseldorf (Zeichnungen)
- IKB Deutsche Industriebank, Düsseldorf (Zeichnungen, Fotoarbeiten)
- Münchener Verein Versicherung, München (Skulpturen)
- Provinzial Rheinland Versicherung (Skulptur)
- E.ON, Düsseldorf (Skulptur)
- BHW Bausparkasse, Hameln (Skulpturen, Fotoarbeiten)

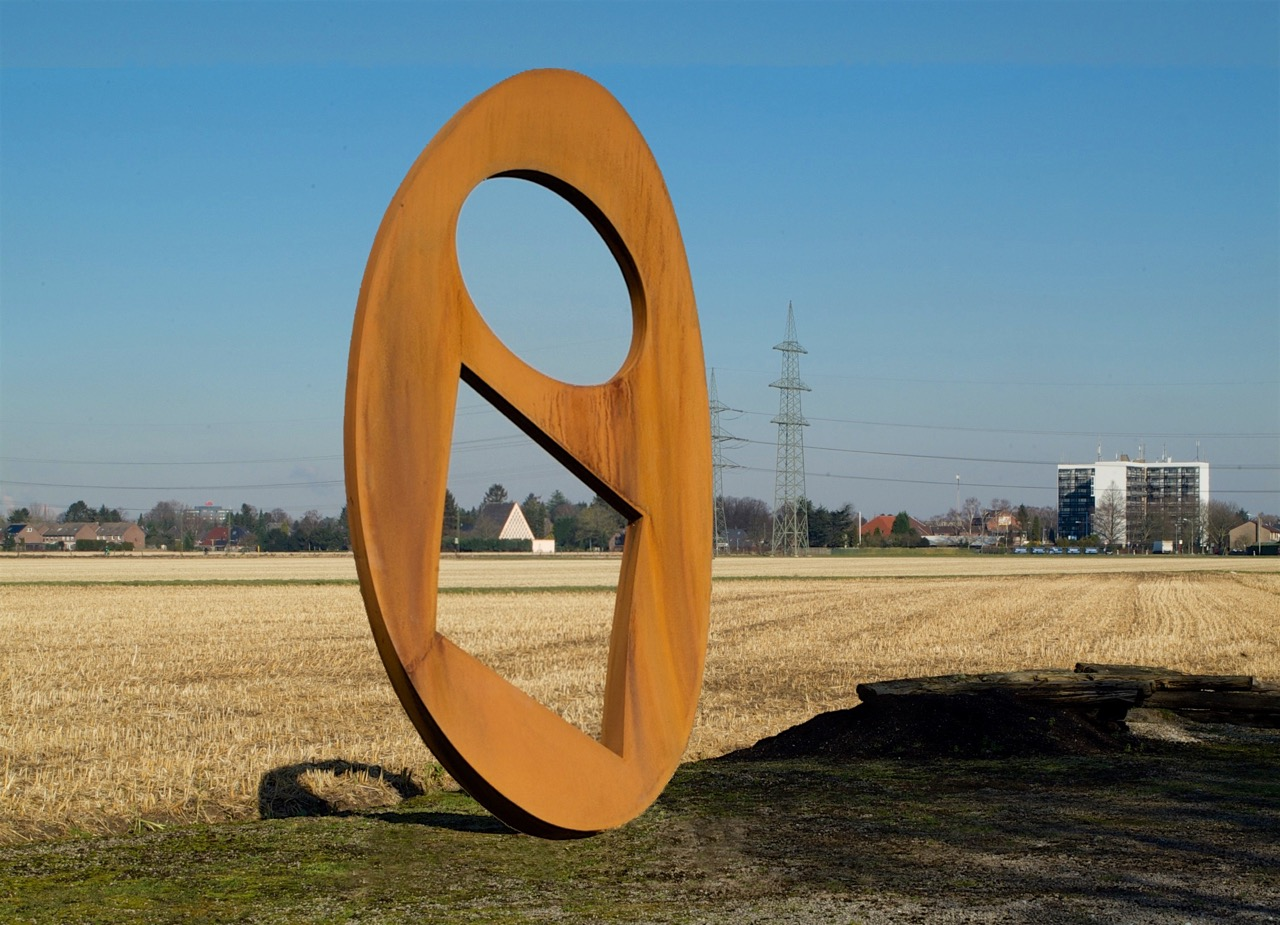
Ernst Hesse, sculpture 2016 (o.T. Communications)

## Ausstellungen
- 2025 Archivio Iginio Balderi, Mailand
- 2025 Hauptkirche St. Katharinen, Hamburg
- 2024 Schloss Reuschenberg, Wurzeln und Flügel e. V., Neuss
- 2024 Villa Mondriaan, Winterswijk, Niederlande
- 2023 Galerie Anna Marie Troner, Düsseldorf
- 2023 Drei-Häuser-Kunstpfad, Daun-Steinborn
- 2023 Kunstgalerie Meerbusch, Meerbusch
- 2023 „Hommage an Mondrian“, Kolvenburg, Billerbeck
- 2022 Haus 101, Troner Art Consulting, Essen-Kettwig
- 2022 Galerie Conny van Kasteel, Egmond an Zee, Niederlande
- 2021 Broft Gallery, Leerdam, Niederlande
- 2021 Galerie Conny van Kasteel, Egmond aan Zee, Niederlande
- 2020 „Koel 310“, Alkmaar, Niederlande, Demarco Archive, Edinburgh, Großbritannien[5]
- 2019 Drei-Häuser-Kunstpfad, Daun-Steinborn[6]
- 2019 Galerie Conny van Kasteel, Egmond, Niederlande
- 2018 „Omaggio a Mondriaan“, Palazzo Ducale, Massa, Italien
- 2013 Galerie Conny van Kasteel, Egmond aan Zee, Niederlande
- 2011 „Fragments of identity“ Kunstverein Hechingen
- 2012 Richard Demarco European Art Foundation, Edinburgh Festival
- 2009 „Khubez - Fragments of Identity“ Goethe-Institut, Damaskus, Syrien
- 2005 „Identité“ Photographies, Galerie Numaga Colombier, Schweiz
- 2004 „Das Gesicht des Brotes“ Brotobjekte, Fotoarbeiten, Museum Haus der Brotkultur, Ulm
- 2002 „Fragments of Identity“ Fotoworks, Goethe-Institut Internationes, Accra, Ghana
- 2001 „Works“ Fotoarbeiten, Objekte, Skulpturen Museen der Stadt Lüdenscheid
- 2000 Lalit Kala Akademi Chennai, Indien
- 2000 Max Mueller Bhavan, New Delhi, Indien
- 1998 „Dialoge“ Galeri Lontar, Jakarta, Indonesien
- 1996 „Junge deutsche Kunst der 90er Jahre aus NRW“, Nationalmuseum Bangkok, Thailand
- 1995 „Junge deutsche Kunst der 90er Jahre aus NRW“, Pao Sui Long Gallery in Hong Kong, Taipei Fine Arts Museum in Taipeh, Taiwan, Singapore Center in Singapore, International Art Gallery in Peking, China, National Museum of Art, Osaka (Japan)
- 1993 „Dialoge“ Städtisches Museum Haus Koekkoek, Kleve
- 1993 „Furcht, Hoffnung und Verantwortung“, Stadtgalerie Kiel
- 1991 Kodama Gallery, Osaka, Japan
- 1991 Oxy Gallery, Osaka, Japan
- 1990 Osaka University of Arts, Japan
- 1990 Osaka Contemporary Art Center, Japan
- 1990 Kodama Gallery, Osaka, Japan
- 1990 Cicero, Düsseldorf
- 1990 „Jeune Sculpture“, Port d’Austerlitz, Paris, Frankreich
- 1989 „BonAngeles“, Landesvertretung NRW, Bonn und Santa Monica Museum of Art, Los Angeles, USA